# Кузнецов, Лев Николаевич
Лев Никола́евич Кузнецо́в (14 октября 1929 — 23 августа 1987) — советский государственный и хозяйственный деятель.

## Биография
Родился в 1929 году в селе Апраксино Больше-Болдинского района. Член ВКП(б).
С 1951 года — на хозяйственной, общественной и политической работе.
В 1951—1987 гг. :
- зоотехник фермы, старший зоотехник, директор совхоза «Красноорловский» Армизонского района Тюменской области,
- начальник управления совхозов, директор треста совхозов областного управления сельского хозяйства,
- заместитель председателя Тюменского облисполкома,
- 1-й заместитель председателя Тюменского облисполкома,
- начальник областного управления производства и заготовок сельскохозяйственных продуктов облсовета депутатов трудящихся,
- заместитель председателя исполкома Тюменского областного Совета депутатов трудящихся,
- секретарь Тюменского обкома КПСС,
- председатель Тюменского облисполкома,
- заместитель министра сельского хозяйства СССР,
- заместитель председателя государственного агропромышленного комитета СССР.

Избирался депутатом Верховного Совета СССР 9-го созыва.
Умер в августе 1987 года.